# Râul Cuzap
Râul Cuzap este un curs de apă, afluent al râului Bistra. 